# David Roddy
David Michael Roddy (Minneapolis, 27 marzo 2001) è un cestista statunitense, di ruolo ala grande, professionista nella NBA con i Toronto Raptors.

## Carriera
Dopo aver trascorso tre stagioni con i Colorado State Rams, nel 2022 si dichiara per il Draft NBA, venendo chiamato con la ventitreesima scelta assoluta dai Philadelphia 76ers e subito ceduto ai Memphis Grizzlies.

## Statistiche

### NCAA
| Anno      | Squadra           | PG | PT | MP   | TC%  | 3P%  | TL%  | RP  | AP  | PRP | SP  | PP   |
| --------- | ----------------- | -- | -- | ---- | ---- | ---- | ---- | --- | --- | --- | --- | ---- |
| 2019-2020 | Colorado St. Rams | 32 | 19 | 25,6 | 46,5 | 19,5 | 73,9 | 5,6 | 1,8 | 0,6 | 0,8 | 11,4 |
| 2020-2021 | Colorado St. Rams | 28 | 27 | 31,5 | 51,2 | 27,8 | 78,9 | 9,4 | 2,6 | 0,9 | 0,7 | 15,9 |
| 2021-2022 | Colorado St. Rams | 31 | 31 | 32,9 | 57,1 | 43,8 | 69,1 | 7,6 | 2,9 | 1,2 | 1,1 | 19,2 |
| Carriera  | Carriera          | 91 | 77 | 29,9 | 52,2 | 31,9 | 73,9 | 7,4 | 2,4 | 0,9 | 0,8 | 15,5 |

#### Massimi in carriera
- Massimo di punti: 36 vs Creighton (21 novembre 2021)[4]
- Massimo di rimbalzi: 15 vs Boise State (27 gennaio 2021)
- Massimo di assist: 9 vs New Mexico (3 marzo 2021)
- Massimo di palle rubate: 3 (6 volte)
- Massimo di stoppate: 4 (2 volte)
- Massimo di minuti giocati: 42 vs Boise State (13 febbraio 2022)

### NBA

#### Regular Season
| Anno      | Squadra            | PG  | PT | MP   | TC%  | 3P%  | TL%  | RP  | AP  | PRP | SP  | PP  |
| --------- | ------------------ | --- | -- | ---- | ---- | ---- | ---- | --- | --- | --- | --- | --- |
| 2022-2023 | Memphis Grizzlies  | 70  | 4  | 18,0 | 42,9 | 30,7 | 63,1 | 2,8 | 0,8 | 0,4 | 0,3 | 6,7 |
| 2023-2024 | Memphis Grizzlies  | 48  | 13 | 23,2 | 40,2 | 30,1 | 68,7 | 4,2 | 1,6 | 0,5 | 0,2 | 8,4 |
| 2023-2024 | Phoenix Suns       | 17  | 0  | 3,7  | 43,5 | 12,5 | 100  | 0,6 | 0,2 | 0,1 | 0,0 | 1,3 |
| 2024-2025 | Atlanta Hawks      | 27  | 3  | 12,8 | 47,3 | 37,2 | 81,8 | 2,6 | 1,1 | 0,4 | 0,3 | 4,5 |
| 2024-2025 | Philadelphia 76ers | 3   | 0  | 9,7  | 42,1 | 18,2 | -    | 3,0 | 1,0 | 0,7 | 0,0 | 6,0 |
| 2024-2025 | Houston Rockets    | 3   | 0  | 11,7 | 38,5 | 14,3 | 50,0 | 1,7 | 0,7 | 0,0 | 0,3 | 4,3 |
| Carriera  | Carriera           | 168 | 20 | 16,9 | 42,1 | 30,2 | 67,9 | 2,9 | 1,0 | 0,4 | 0,2 | 6,2 |

#### Playoffs
| Anno     | Squadra           | PG | PT | MP   | TC%  | 3P%  | TL% | RP  | AP  | PRP | SP  | PP  |
| -------- | ----------------- | -- | -- | ---- | ---- | ---- | --- | --- | --- | --- | --- | --- |
| 2023     | Memphis Grizzlies | 6  | 0  | 12,7 | 27,6 | 30,0 | 100 | 2,8 | 0,7 | 0,0 | 0,3 | 3,8 |
| 2024     | Phoenix Suns      | 2  | 0  | 1,5  | -    | -    | -   | 0,0 | 0,0 | 0,0 | 0,0 | 0,0 |
| Carriera | Carriera          | 8  | 0  | 9,9  | 27,6 | 30,0 | 100 | 2,1 | 0,5 | 0,0 | 0,3 | 2,9 |

#### Massimi in carriera
- Massimo di punti: 24 vs Dallas Mavericks (11 marzo 2023)[5]
- Massimo di rimbalzi: 10 (2 volte)
- Massimo di assist: 5 vs Oklahoma City Thunder (13 febbraio 2022)
- Massimo di palle rubate: 3 vs Denver Nuggets (20 dicembre 2022)
- Massimo di stoppate: 2 (4 volte)
- Massimo di minuti giocati: 43 vs Oklahoma City Thunder (13 febbraio 2022)

### G League
| Anno      | Squadra         | PG | PT | MP   | TC%  | 3P%  | TL%  | RP  | AP  | PRP | SP  | PP   |
| --------- | --------------- | -- | -- | ---- | ---- | ---- | ---- | --- | --- | --- | --- | ---- |
| 2022-2023 | Memphis Hustle  | 4  | 4  | 33,0 | 42,4 | 36,7 | 62,5 | 4,3 | 2,8 | 0,8 | 0,3 | 20,5 |
| 2024-2025 | Del. Blue Coats | 1  | 1  | 39,9 | 47,8 | 56,3 | 0,0  | 8,0 | 2,0 | 3,0 | 2,0 | 31,0 |
| 2024-2025 | R.G.V. Vipers   | 11 | 5  | 27,7 | 51,2 | 43,2 | 40,0 | 5,4 | 2,7 | 0,8 | 0,3 | 15,4 |
| Carriera  | Carriera        | 16 | 10 | 29,8 | 48,2 | 43,3 | 50,0 | 5,3 | 2,7 | 0,9 | 0,4 | 17,6 |